# Соловецкое сельское поселение (Архангельская область)
Соловецкое сельское поселение или МО  «Сельское поселение Соловецкое» — муниципальное образование со статусом сельского поселения в составе Приморского муниципального района Архангельской области России.
Административный центр — посёлок Соловецкий.
Создано 1 января 2006 года. 
Составляет Соловецкий район как административно-территориальную единицу области.

## Население
| 2007 | 2009 | 2010 | 2011 | 2012 | 2013 | 2014 | 2015 | 2016 |
| ---- | ---- | ---- | ---- | ---- | ---- | ---- | ---- | ---- |
| 900  | ↘815 | ↗861 | ↘857 | ↗898 | ↗917 | ↘898 | ↗932 | ↗943 |
| 2017 | 2018 | 2019 | 2020 | 2021 | 2023 |      |      |      |
| ↗948 | ↘931 | ↗938 | ↘907 | ↘808 | ↘794 |      |      |      |

## Населённые пункты
В состав сельского поселения входят 4 населённых пункта.
| № | Населённый пункт | Тип     | Население |
| - | ---------------- | ------- | --------- |
| 1 | Малая Муксалма   | посёлок | →0        |
| 2 | Реболда          | посёлок | →0        |
| 3 | Савватьево       | посёлок | ↘0        |
| 4 | Соловецкий       | посёлок | ↘808      |

### Упразднённые населённые пункты
В 2014 году были упразднены посёлки Исаково и Муксалма, а также хутора Берёзовая Тоня, Горка, Новососновая, Гора Секирная и Троицкий.

## Органы власти
Органами местного самоуправления муниципального образования являются:
- Совет депутатов[26] (муниципальный Совет) — представительный орган муниципального образования;
- глава муниципального образования;
- администрация муниципального образования — исполнительно-распорядительный орган муниципального образования.

Муниципальный Совет включает 7 депутатов.
С октября 2022 года главой муниципального образования является Евчева Татьяна Валерьевна.